# Drengen med den sjette Sans
Drengen med den sjette Sans er en dansk stumfilm fra 1907, der er instrueret af Viggo Larsen efter manuskript af Jens Grøn.

## Handling
En lille pige farer vild, og drengen med den sjette sans hjælper moderen og faderen med at finde hende ved hjælp af sine psykiske evner.